# Stanisław Matarewicz
Stanisław Matarewicz (ur. w 1891, zm. 14 sierpnia 1920 pod Ossowem) – porucznik piechoty Wojska Polskiego. 

## Życiorys
Od 1916 roku służył w Legionach Polskich. Brał udział w zdobyciu Wilna i Kijowa. W nocy z 13 na 14 sierpnia 1920 roku przybył do Ossowa na czele I batalionu 236 Pułku Piechoty. Dowodzony przez niego pododdział włączony został w skład 36 Pułku Piechoty Legii Akademickiej, jako II batalion. 14 sierpnia 1920 roku wziął on udział w bitwie warszawskiej. W trakcie bitwy Matarewicz zmarł pod Ossowem na zawał serca. Pośmiertnie został awansowany na kapitana. W czasie tej samej walki poległ ks. Ignacy Skorupka. Po śmierci por. Stanisława Matarewicza dowództwo batalionu objął ppor. Mieczysław Słowikowski.
Jego imieniem jest nazwana ulica w Ossowie.